# Josip Premrou
Josip Premrou (tudi Jožef Premrou), slovenski poslovnež in mecen ,* 9. marec 1863, Martinjak, Avstrijsko cesarstvo, † 19. april 1937, Gradec, Avstrija.

## Življenje
Josip Premrou se je rodil 9. marca 1863 v Martinjaku pri Cerknici. Po končani trgovski šoli v Mariboru je odšel na Reko, kjer je delal v več podjetjih, ki so trgovala z lesom, dokler ni leta 1890 z Josipom Ružičko ustanovil lesno trgovino Premrou & Ružička. Po nekaj letih je sodelovanje prekinil in ustanovil samostojno podjetje pod imenom J. Premrou, trgovina in izvoz lesa s sedežem na Reki in Sušaku.
Leta 1896 je kupil parno žago v Jasenku, kjer je začel izkoriščati gozdove Gorskega kotarja, in še isto leto  zgradil veliko parno žago v Cigleniku v Slavoniji, ki je predelovala hrastove hlode iz gozdov barona Turkovića. Les je začel izvažati poleg Italije še v Združeno kraljestvo, na Nizozemsko, v Nemčijo, Južno Ameriko, Španijo, južno Francijo in severno Afriko. Posli so mu omogočili, da je na Reki ustanovil zavod Fondiario in Riječko Pučko banko, ki ji je predsedoval do leta 1922 ter druge socialne in gospodarske ustanove. Bil je tudi med ustanovitelji Reške borze in dolga leta njen predsednik, ter delničar v številnih reških podjetjih. Ugled in strokovnost sta bili podlagi njegove izvolitve za predsednika (kasneje podpredsednika) reške Trgovske in industrijske zbornice ter imenovanje za cenzorja avstro-ogrske banke na Reki.
Svojo gospodarsko delavnost je prenesel tudi v sosednji Sušak, kjer je ustanovil delniško družbo za električno razsvetljavo Sušaka imenovano Elektro,  ki je pod njegovim vodstvom  dobro poslovala, dokler je ni 1935  prevzela Sušačka občina. Na njegovo pobudo sta se v Sušaku ostanovila Privredno viječe za Hrvatsko Primorje, 1923 pa Savez industrijaca i trgovaca šumskim proizvodima, ki mu je bil dolga leta predsednik. 
Premrou je bil preko 40 let svetnik Trgovske-industrijske komore v Senju, 1931 je postal častni podkonzul Nemčije v Sušaku. Čeprav se ni vmešaval v politiko, je podpiral vsa slovanska društva in njihovo dobrodelno dejavnost. Kot predsednik Fonda za narodno prosvjećivanje v Sušaku je malo pred smrtjo dal zgraditi dom za siromašne in zaostale otroke Sušaka in okolice. 
Umrl je 19. aprila 1937 v Gradcu. Ob njegovi smrti je bilo njegovo premoženje vredno čez 20 milijonov dinarjev, ker ni napisal oporoke, si je njegova družina sama razdelila njegovo premoženje, 250.000 dinarjev njegove zapuščine je darovala tudi za dobrodelne namene, med drugim tudi 10.000 dinarjev za ljudsko šolo v Martinjaku, Premrouovi rojstni vasi.